# Luigi Tosi
Pour les articles homonymes, voir Tosi.
Luigi Tosi (né le 15 juillet 1915 à Vérone et mort à Rome le 12 mars 1989 est un acteur italien qui a été actif dans plus de soixante films de 1944 à 1965.

## Distinction
- 1948 : Ruban d'argent du meilleur acteur débutant dans Tombolo, paradis noir de Giorgio Ferroni[2].

## Filmographie partielle
- 1947 : Tombolo, paradis noir (Tombolo, paradiso nero) de Giorgio Ferroni
- 1949 : La città dolente (La ville en souffrance) de  Mario Bonnard
- 1951 : Atoll K de Léo Joannon
- 1951 : Le Christ interdit (Il Cristo proibito) de Curzio Malaparte
- 1951 : Quelles drôles de nuits (Era lui... sì! sì!) de Marino Girolami, Marcello Marchesi et Vittorio Metz
- 1953 : Fille d'amour (Traviata '53) de Vittorio Cottafavi
- 1953 : Il n'est jamais trop tard (Non è mai troppo tardi) de Filippo Walter Ratti
- 1954 :  Le Masque de fer (Il prigioniero del re) de Richard Pottier
- 1954 : Femmes libres (Una donna libera) de Vittorio Cottafavi
- 1955 : La Grande Bagarre de don Camillo (Don Camillo e l'Onorevole Peppone) de Carmine Gallone
- 1957 : T'aimer est mon destin (Amarti è il mio destino) de Ferdinando Baldi
- 1957 : Les Jeudis miraculeux (Los jueves, milagro) de Luis García Berlanga
- 1958 : Si le roi savait ça de Caro Canaille et Edoardo Anton
- 1958 : Amour et Ennuis (Amore e guai) d'Angelo Dorigo
- 1960 : David et Golath (David e Golia) de Richard Pottier et Ferdinando Baldi
- 1961 : Les Mille et Une Nuits (Le Meraviglie di Aladino) de Mario Bava et Henry Levin
- 1965 : Le Dollar troué (Un dollaro bucato) de Giorgio Ferroni